# Sciades jubatus
Sciades jubatus är en skalbaggsart som först beskrevs av Francis Polkinghorne Pascoe 1864.  Sciades jubatus ingår i släktet Sciades och familjen långhorningar.
Artens utbredningsområde är Sulawesi. Inga underarter finns listade i Catalogue of Life.